# Безуглівське селянське заворушення (1861)
Безуглівське Селянське Заворушення 1861 — виступ селян села Безуглівки Ніжинського повіту Чернігівської губернії (тепер Ніжинського району Чернігівської області) проти селянської реформи 1861 року.

## Історія
Безуглівці відмовилися виконувати панщину, і звернулися з закликом до селян сусідніх сіл, щоб вони послідували їх прикладу та почали поділ поміщицьких земель. Протягом кількох днів заворушення охопило понад три тисячі селян. Для придушення цього виступу, до Безуглівки було вислано три батальйони піхоти на чолі з губернатором. Селяни вступили в збройну сутичку з солдатами. На початку квітня 1861 року опір селян було зламано. Багатьох учасників виступу були покарані різками і ув'язнені.